# 韦尔德 (路德维希斯卢斯特-帕尔希姆县)
韦尔德（德語：Werder）是德国梅克伦堡-前波美拉尼亚州的市镇，隶属于路德维希斯卢斯特-帕尔希姆县，总面积为18.17平方千米，截至2020年总人口为349人。